# Зорі головної послідовності типу А

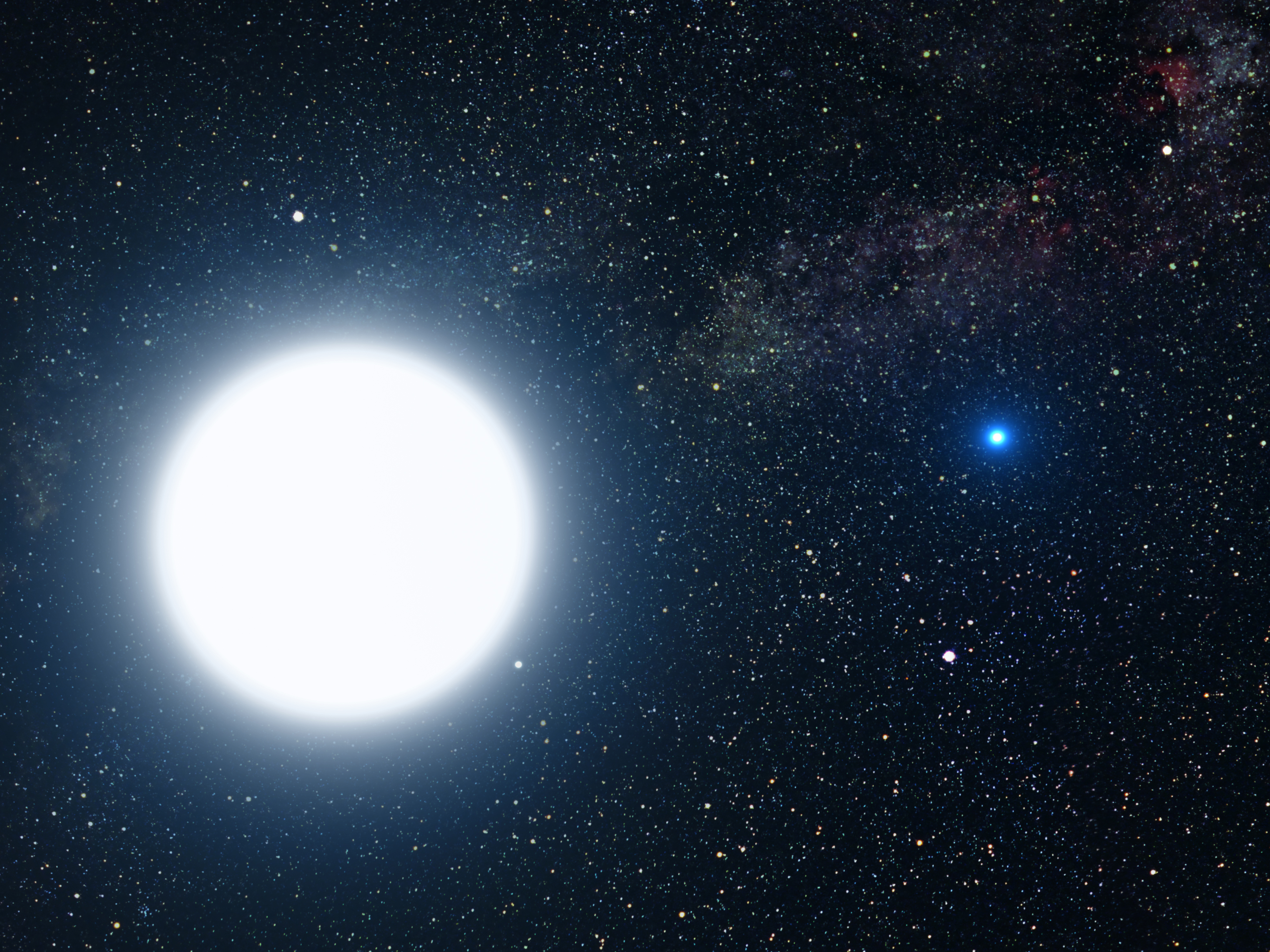
Уява художника Сіріус A і Сіріус B, подвійна зоряна система. Сіріус А, зірка головної послідовності типу А, є більшою з двох.

Зоря головної послідовності (AV) типу A або карликова зоря A — це зоря головної послідовності (що горить воднем) спектрального типу A та класу світності V (п'ять). Спектри цих зірок визначаються сильними лініями бальмерівського поглинання водню. Вони мають від 1,4 до 2,1 маси Сонця (M☉) і температуру поверхні від 7600 до 10 000 K, тобто вони живуть приблизно від 4,3 до 1,6 мільярдів років. Яскраві і найближчі приклади - Альтаїр (A7), Сіріус A (A1) і Вега (A0). Зірки А-типу не мають конвективних зон, і тому не очікується, що вони містять магнітні динамо. Як наслідок, оскільки вони не мають сильного зоряного вітру, їм не вистачає засобів для генерації рентгенівського випромінювання.

## Приклади
У межах 40 світлових років:
| Назва           | Спектральний тип | Сузір'я       | vis Mag | Маса (M☉) | Радіус (R☉)   | Світність (L☉) | Дистанція (ly) |
| --------------- | ---------------- | ------------- | ------- | --------- | ------------- | -------------- | -------------- |
| Сіріус          | A0mA1 Va         | Великий Пес   | −1.47   | 2.063     | 1.711         | 25.4           | 8.60 ± 0.04    |
| Альтаїр         | A7 V             | Орел          | 0.76    | 1.79      | 1.63–2.03     | 10.6           | 16.73          |
| Вега            | A0 Va            | Ліра          | 0.026   | 2.135     | 2.362 × 2.818 | 40.12          | 25.04          |
| Фомальгаут      | A3 V             | Південна Риба | 1.17    | 1.91      | 1.84          | 16             | 25.1           |
| Денебола        | A3 V             | Лев           | 2.14    | 1.78      | 1.73          | 15             | 35.8           |
| Дельта Козорога | A5 IV            | Козоріг       | 2.83    | 2.0       | 1.91          | 11             | 38.6           |

Дельта Козерога, ймовірно, є субгігантом або гігантом, а Альтаїр є спірним субгігантом. Крім того, Сіріус є найяскравішою зіркою на нічному небі.